# Takuya Haneda
Takuya Haneda (17 de julho de 1987) é um canoísta de slalon japonês, medalhista olímpico.

## Carreira
Takuya Haneda representou seu país na Rio 2016, conquistou a medalha de bronze no prova do slalon C1  Ele treina e vive na Eslováquia.